# El Shaddai

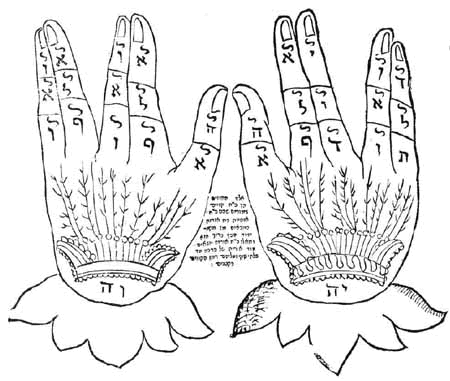
Estas manos, como en la Bendición Sacerdotal, están divididas en veintiocho secciones, cada una de las cuales contiene una letra hebrea. Veintiocho, en números hebreos, deletrea la palabra Koach = fuerza. En la parte inferior de la mano, las dos letras de cada mano se combinan para formar יהוה, el nombre de Dios.

El Shaddai (en hebreo: אל שדי) es uno de los títulos que se usa para designar a Dios en el judaísmo. Según Éxodo 6:3, así era como conocían a Dios desde Abraham, hasta que el nombre propio "Yahveh" fue revelado a Moisés.
En total, la combinación "El Shaddai" aparece siete veces en el Tanaj; cinco veces en el Libro del Génesis , una vez en el Libro del Éxodo y una vez en el Libro de Ezequiel. Mientras "Shaddai" sin "El" se menciona 30 veces; 23 de ellas en el Libro de Job , 3 en la Torá y 4 en el resto del Tanaj. Generalmente se traduce como "Dios omnipotente" o "Dios todopoderoso", aunque según diversos expertos, la traducción más acertada y literal es " Ēl de la montaña o del desierto".

## Ēl en Canaán
En el antiguo Cercano Oriente, Ēl era el dios supremo de la religión cananea y vivía en lo alto de una montaña (el equivalente al Olimpo). En algún momento de la historia pudo ser un dios del desierto, pues un mito dice que tuvo dos esposas y que con ellas y sus hijos construyeron un santuario en el desierto.
Durante una era de sincretismo religioso en el Reino de Israel, se aceptó entre el pueblo considerar al dios cananeo Ēl como el mismo Yahweh. De hecho, a medida que esta idea se hizo prevalente en la religión del pueblo israelita, pronto se pensó que Ēl había sido siempre la misma deidad Yahweh.

Y erigió [Jacob] allí un altar y lo llamó Ēl-Elohi-Israel. «Ēl, dios de Israel»
Génesis 33:20

Me revelé a Abraham, a Isaac y a Jacob como El Shaddai, pero no me conocían por mi nombre Yahweh.
Exodo 6:3

## Significados para Shaddai
Se han dado una serie de propuestas para Shaddai (שדי), muchas de las cuales consiste en desglosar la palabra y obtener sus raíces. Shadah (שדה espacio abierto "campo/desierto" ) o shad (שד pecho/seno, plural shadaim שדים) cognado del arameo shed (protector), a su vez cognado del siriaco shēḏ (ܫܐܕܐ espíritu dañino/destructor) con la misma escritura pero con diferentes significados (שַׁד shad pecho/שֵׁד shed maligno). También se han dado propuestas teológicas que denotan virtudes o cualidades excelsas.
Montaña o Pecho
Una antigua palabra semita shadu (montaña) y shaddā'û o shaddû'a ("morador de la montaña"). En la mitología cananea había dos montañas gemelas; Targhizizi y Tharumagi que sostenían el firmamento por encima del océano que rodea la tierra, Filón de Biblos identifica al dios griego Atlas como un elohim (hijos de Ēl). Poéticamente las montañas fueron interpretadas como los "pechos/senos" de una diosa protectora como la Tierra. Según Albright cree que deriva de shad (שד), shadayim, ‘pecho’ o ‘seno’, una alusión al papel de cuidador y dador de alimento. El erudito bíblico David Biale señala que las veces que aparece el título compuesto "El Shaddai" en el Libro del Génesis, todas están relacionadas con las bendiciones de fertilidad de los patriarcas, argumenta que esta comprensión original de "Shaddai" en relación con la fertilidad fue olvidada por los autores posteriores de Isaías, Joel y Job. 

Por Ēl «Dios» de tu padre, el cual te ayudará, por Ēl Shaddai , el cual te bendecirá con bendiciones de los cielos de arriba, con bendiciones del abismo que está abajo, con bendiciones de los pechos (shaddaim) y del vientre.
Génesis 49:25

Se ha especulado que el tell en Siria llamado eth-Thadeyn ("los tres senos") se llamaba Shaddai en el idioma amorreo. Había una ciudad de la Edad del Bronce en la región llamada Tuttul, que significa "tres pechos" en lengua sumeria.
Destrucción
Shaddai podría ser una conjugación con "shadad" שדד (dominar, desolar, desertificar) ó "shud" שוד (robar, saquear). Esto le daría a Shaddai el significado de "destructor", representando uno de los aspectos de Yahveh. Originalmente pudo significar "ser fuerte" como en árabe "shadid" (شديد). En Isaias 13:6/Joel 1:15 hay un juego de palabras que dice: el día de Yahveh; vendrá como Shad (asolamiento/desierto) desde Shaddai (Todopoderoso).
Teología
Rashi en su comentario a Génesis 17:1 Shaddai es la unión del pronombre relativo sha (ש) y la palabra dai (די ‘suficiente’) y significaría ‘que puede’, por lo cual varios lo traducen como ‘todopoderoso’, o con solo dai (די ‘suficiente/basta’), cuando Dios estaba creando el mundo, detuvo el proceso al decir "basta" en cierto punto, impidiendo que la creación continuara. Una interpretación de los midrashim considera que se trata de un acrónimo que significa ‘protector de las puertas de Israel’. 
Para el estudio de esta palabra según Maimónides y Juan Calvino, la raíz שד tiene el significado fundamental de ser fuerte, ser uno mismo superior. De la misma forma el árabe "shadda" tendría el significado de ligavit vehemens fuit -era obligado intensamente- y en hebreo שרר significaría para arrastrar, para forzar. Yahveh dice Yo soy El-Shaddai en varios versículos como los siguientes:
Gen 17:1 Tenía Abraham la edad de noventa y nueve años, cuando se le apareció Yahveh y le dijo: Yo, El Shaddai; anda delante de mí y sé perfecto.
Gen 35:11 También le dijo Elohim [a Jacob]: Yo, El Shaddai: crece y multiplícate; una nación y un conjunto de naciones procederán de ti, y reyes saldrán de tus lomos.

## Traducciones
La Septuaginta (y otras traducciones antiguas) a veces traduce "Shaddai" como "Todopoderoso", mientras "El" a menudo se traduce como "Dios" o "Señor". Sin embargo, en la traducción de la Septuaginta del Salmo 91:1, "Shaddai" se traduce como "el Dios del cielo".
"Todopoderoso" es la traducción de "Shaddai" seguida por la mayoría de las traducciones inglesas modernas. Las traducciones al español mayoritariamente siguen el mismo patrón.
Sin embargo, el equipo de traducción detrás de la Biblia Nueva Jerusalén (N.J.B.) sostiene que el significado es incierto y que traducir "El Shaddai" como "Dios Todopoderoso" es inexacto. La N.J.B. lo deja sin traducir como "Shaddai" y hace sugerencias a pie de página de que tal vez debería entenderse como "Dios de la montaña" del acadio "shadu", o "Dios de los desiertos" del hebreo "sadeh".